# NHK甲府中道中継局
NHK甲府中道中継局（エヌエイチケイこうふなかみちちゅうけいきょく）は、山梨県甲府市にあるテレビ中継局。

## 概要
- 当中継局は、山梨県の甲府市の南部の一部をカバーしている。

## 中継局

### デジタル放送
置局なし
甲府送信所を受信する。

### アナログ放送
| 放送局名          | チャンネル | 空中線電力        | ERP                 | 放送対象地域 | 放送区域内世帯数 |
| NHK甲府教育テレビ | 29ch       | 映像30W /音声7.5W | 映像1.1kW /音声280W | 全国         | 約-世帯          |
| NHK甲府総合テレビ | 31ch       | 映像30W /音声7.5W | 映像1.1kW /音声280W | 山梨県       | 約-世帯          |

## 置局住所
- 甲府市下向山町（米倉山）